# 宗義調
宗義調（1532年—1589年1月28日）是日本戰國時代至安土桃山時代的武將。對馬國的守護大名、戰國大名。宗氏第17代當主。父親是第16代當主宗晴康。

## 生平

### 戰國時期
在天文元年（1532年）出生。幼名熊太郎。天文11年（1542年）11月，受室町幕府第12代將軍足利義晴下賜偏諱（「義」字），改名為義親（『系圖纂要』、『寬政重修諸家譜』）。天文22年（1553年），繼承家督，成為宗家第17代當主，並受第13代將軍足利義藤（後來的義輝）下賜偏諱，改名為義調（此後，「義」字成為宗氏的通字）。弘治1年（1555年），在乙卯達梁之倭變爆發後，協助朝鮮討伐倭寇。弘治3年（1557年），與朝鮮結成通商條約丁巳約條，擴大貿易，令宗氏以貿易迎來繁榮。
永祿2年（1559年），在津奈調親（第15代當主宗將盛的異母弟）等發起謀反，並進攻對馬船越時，於壹岐國勝浦將其鎮壓，成功統一宗家。永祿9年（1566年）8月，把家督讓予養子宗茂尚（調尚。宗將盛的兒子），並在府中隱居，不過仍掌握實權。在茂尚死去後，令茂尚的弟弟義純繼承家督，不過義純亦早死，於是令茂尚、義純的弟弟昭景（後來的宗義智）繼承當主，而自身則成為其後見人，仍握有政治實權。

### 豐臣家臣時期
天正15年（1587年），在豐臣秀吉開始九州征伐後，5月，復歸家督之位，再次成為宗家的當主。與義智一同參加秀吉的九州征伐，於是成功保留對馬的本領。
此後，受秀吉之命，與朝鮮交渉。此時，秀吉要朝鮮國王在1年內從屬日本，否則對朝鮮出兵。因此，派遣家臣柚谷康廣前往朝鮮交渉。在與朝鮮交涉中的天正16年（1588年）12月12日病死。享年57歲。
死後，宗義智（當時的名字是吉智）再次成為當主。

## 外部連結
- 武家家伝＿宗　氏（页面存档备份，存于）